# José Joaquim Nunes
José Joaquim Nunes  (* 4. Dezember 1859 in Portimão; † 20. Juli 1932 in Lissabon) war ein portugiesischer Romanist, Lusitanist und Dialektologe.

## Leben und Werk
Nunes besuchte das Priesterseminar in Faro und wurde 1882 zum katholischen Priester geweiht. Er war Militärgeistlicher in Lagos (Portugal), Santarém (Portugal) und Beja (Portugal), unterrichtete aber gleichzeitig an Gymnasien und publizierte dialektologische und ethnografische Forschungen zur Region Algarve. Die portugiesische Revolution von 1910 veranlasste ihn zum Austritt aus dem Priesterstand und zur Verheiratung. Er wurde Gymnasiallehrer in Lissabon und Professor an der Militärakademie. 1913 berief ihn die Academia das Ciências de Lisboa zum korrespondierenden Mitglied (Vollmitglied 1926), 1914 die Universität Lissabon zum außerordentlichen Professor für Klassische Philologie. 1917 wurde er kumulativ promoviert und war dann bis zu seiner Emeritierung 1929 ordentlicher Professor (ab 1928 auch Dekan).

## Werke
- Chrestomatia archaica, Lissabon 1906; 8. Auflage, 1981
- (Hrsg.) Crónica da Ordem dos Frades Menores (1209-1285), 2 Bde., Coimbra 1918
- Compêndio de gramática histórica portuguesa, Lissabon 1919; 9. Auflage, 1989
- Evolução da língua portuguesa, exemplificada em duas lições principalmente da mesma versão da Regra de S. Bento, in: Boletim da Segunda Classe. Academia das Ciências de Lisboa, Classe de Sciencias Moraes, Politicas e Bellas Lettras 14–16, 1922–1926
- (Hrsg.) Cantigas d'amigo dos trovadores galego-portugueses, 3 volumes, Coimbra 1926–1928; New York 1971, Lissabon 1972
- Digressões lexicológicas, Lissabon 1928
- (Hrsg.) Cantigas d'amor dos trovadores galego-portugueses, Coimbra 1932, 1973
- (Hrsg.) Florilégio da literatura portuguesa arcaica, Lissabon 1932